# 23730 Suncar
23730 Suncar è un asteroide della fascia principale. Scoperto nel 1998, presenta un'orbita caratterizzata da un semiasse maggiore pari a 2,2280980 UA e da un'eccentricità di 0,1363168, inclinata di 3,87767° rispetto all'eclittica.